# احمد الطاش
احمد الطاش (انگلیسی: Ahmed Al-Tash؛ زادهٔ ۷ مارس ۱۹۹۳) بازیکن فوتبال اهل سودان است.
وی همچنین در تیم ملی فوتبال سودان بازی کرده‌است.